# NGC 842
NGC 842 (również PGC 8258) – galaktyka soczewkowata (S0), znajdująca się w gwiazdozbiorze Wieloryba. Odkrył ją John Herschel 8 stycznia 1831 roku.